# Le Tuzan
Le Tuzan (Lo Tusan en gascon) est une commune du Sud-Ouest de la France, située dans le département de la Gironde (région Nouvelle-Aquitaine).
Ses habitants sont appelés les Tuzannais.

## Géographie

### Localisation
La commune est située dans la forêt des Landes au cœur du parc naturel régional des Landes de Gascogne, dans le sud-sud-ouest du département de la Gironde, en limite de celui des Landes, à 48 km au sud de Bordeaux, chef-lieu du département, à 35 km au sud-ouest de Langon, chef-lieu d'arrondissement et à 7,5 km à l'ouest de Saint-Symphorien, ancien chef-lieu de canton.

### Communes limitrophes
Les communes limitrophes en sont Louchats au nord-est, Saint-Symphorien à l'est et au sud, Mano (Landes) au sud-ouest et Hostens à l'ouest.
|               |       | Louchats         |
| Hostens       | Tuzan |                  |
| Mano (Landes) |       | Saint-Symphorien |

### Climat
Pour des articles plus généraux, voir Climat de la Nouvelle-Aquitaine et Climat de la Gironde.
Historiquement, la commune est exposée à un climat océanique aquitain.  
En 2020, Météo-France publie une typologie des climats de la France métropolitaine dans laquelle la commune est exposée à un climat océanique et est dans la région climatique  Aquitaine, Gascogne, caractérisée par une pluviométrie abondante au printemps, modérée en automne, un faible ensoleillement au printemps, un été chaud (19,5 °C), des vents faibles, des brouillards fréquents en automne et en hiver et des orages fréquents en été (15 à 20 jours).
Pour la période 1971-2000, la température annuelle moyenne est de 12,6 °C, avec une amplitude thermique annuelle de 14,4 °C. Le cumul annuel moyen de précipitations est de 987 mm, avec 12,3 jours de précipitations en janvier et 7,5 jours en juillet. Pour la période 1991-2020, la température moyenne annuelle observée sur la station météorologique la plus proche, située sur la commune de Belin-Béliet à 18 km à vol d'oiseau, est de 14,0 °C et le cumul annuel moyen de précipitations est de 927,7 mm,. Pour l'avenir, les paramètres climatiques de la commune estimés pour 2050 selon différents scénarios d’émission de gaz à effet de serre sont consultables sur un site dédié publié par Météo-France en novembre 2022.

## Urbanisme

### Typologie
Au 1er janvier 2024, Le Tuzan est catégorisée commune rurale à habitat dispersé, selon la nouvelle grille communale de densité à sept niveaux définie par l'Insee en 2022.
Elle est située hors unité urbaine. Par ailleurs la commune fait partie de l'aire d'attraction de Bordeaux, dont elle est une commune de la couronne,. Cette aire, qui regroupe 275 communes, est catégorisée dans les aires de 700 000 habitants ou plus (hors Paris),.

### Occupation des sols

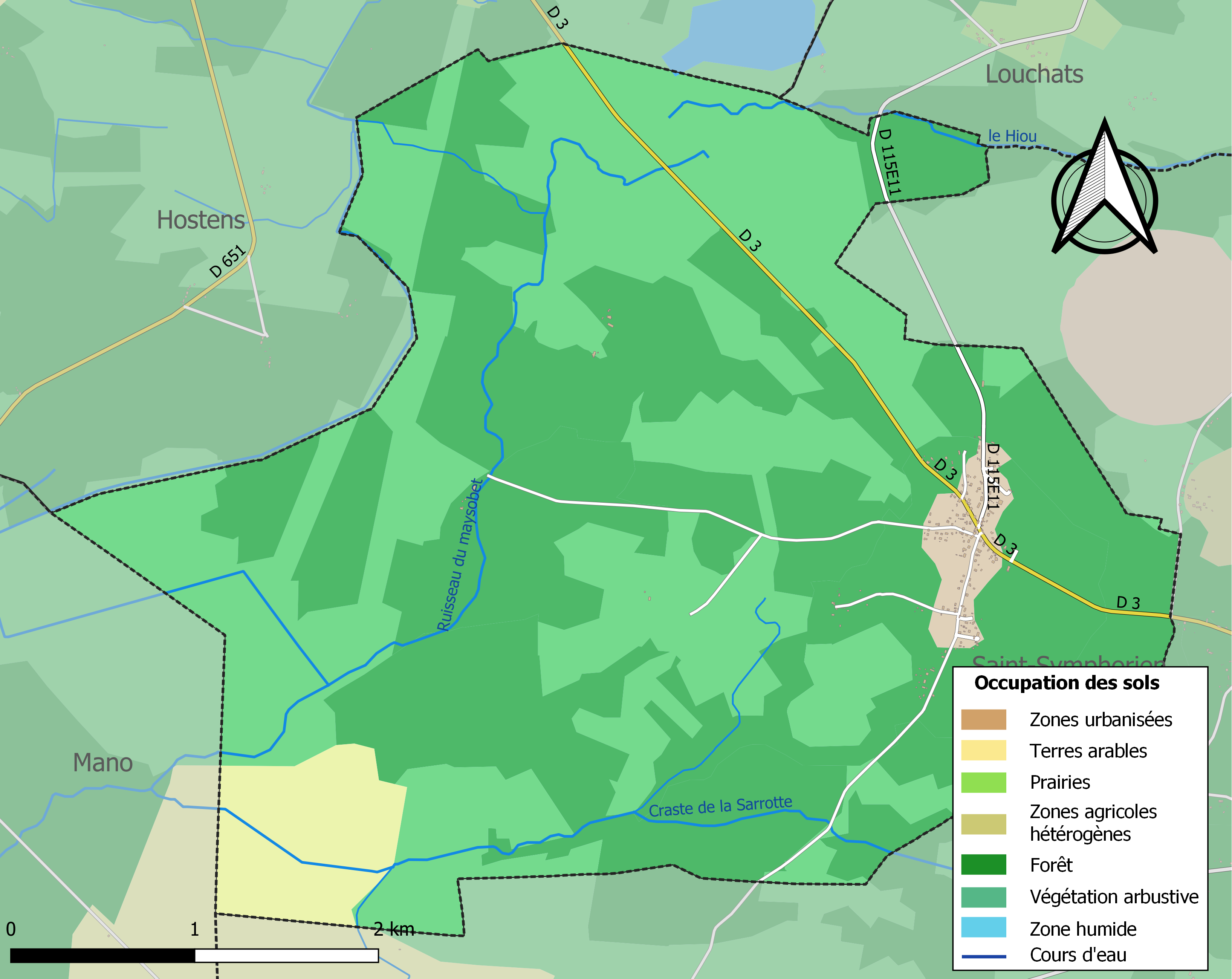
Carte des infrastructures et de l'occupation des sols de la commune en 2018 (CLC).

L'occupation des sols de la commune, telle qu'elle ressort de la base de données européenne d’occupation biophysique des sols Corine Land Cover (CLC), est marquée par l'importance des forêts et milieux semi-naturels (93,6 % en 2018), une proportion identique à celle de 1990 (93,6 %). La répartition détaillée en 2018 est la suivante : 
forêts (51,5 %), milieux à végétation arbustive et/ou herbacée (42,2 %), terres arables (4,5 %), zones urbanisées (1,8 %). L'évolution de l’occupation des sols de la commune et de ses infrastructures peut être observée sur les différentes représentations cartographiques du territoire : la carte de Cassini (XVIIIe siècle), la carte d'état-major (1820-1866) et les cartes ou photos aériennes de l'IGN pour la période actuelle (1950 à aujourd'hui).

### Voies de communication et transports
La principale voie de communication routière qui traverse la commune est la route départementale D3 qui mène, vers l'est, à Saint-Symphorien puis Villandraut et Bazas et, vers l'ouest, à Belin-Béliet et au-delà au bassin d'Arcachon.
L'accès à l'autoroute A62 peut se faire à la « sortie »  2 Podensac qui est distante de 28 km.

L'accès à l'autoroute A63 se fait à la « sortie »  21 Salles distante de 26 km vers l'ouest.
La gare SNCF la plus proche est celle, distante de 35 km, de Langon sur la Bordeaux-Sète du TER Nouvelle-Aquitaine.

### Risques majeurs
Le territoire de la commune du Tuzan est vulnérable à différents aléas naturels : météorologiques (tempête, orage, neige, grand froid, canicule ou sécheresse), feux de forêts et séisme (sismicité très faible). Un site publié par le BRGM permet d'évaluer simplement et rapidement les risques d'un bien localisé soit par son adresse soit par le numéro de sa parcelle.
Le Tuzan est exposée au risque de feu de forêt. Un incendie important s'est notamment produit en 2020. Depuis le 20 avril 2016, les départements de la Gironde, des Landes et de Lot-et-Garonne disposent d’un règlement interdépartemental de protection de la forêt contre les incendies. Ce règlement vise à mieux prévenir les incendies de forêt, à faciliter les interventions des services et à limiter les conséquences, que ce soit par le débroussaillement, la limitation de l’apport du feu ou la réglementation des activités en forêt. Il définit en particulier cinq niveaux de vigilance croissants auxquels sont associés différentes mesures,.

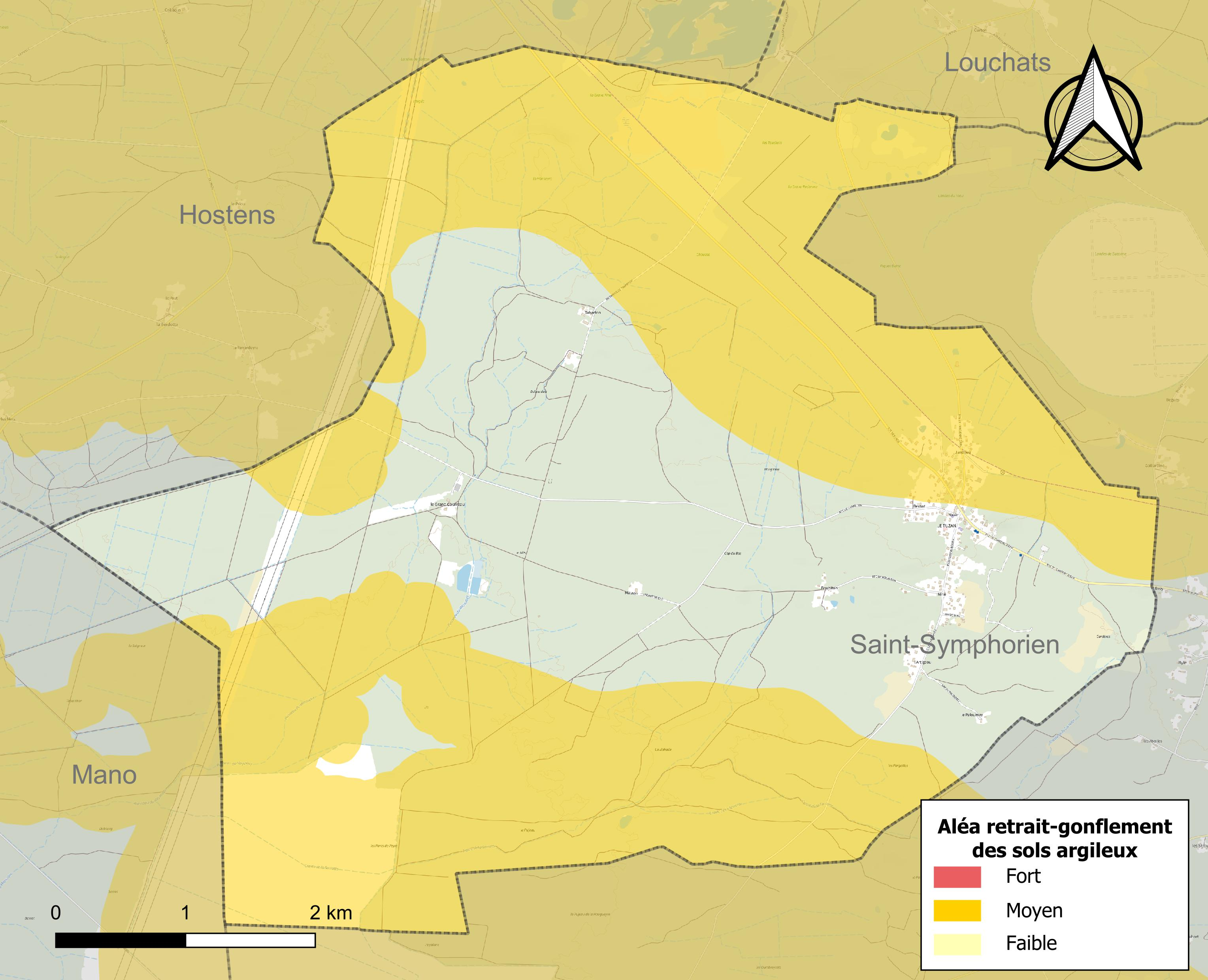
Carte des zones d'aléa retrait-gonflement des sols argileux du Tuzan.

Le retrait-gonflement des sols argileux est susceptible d'engendrer des dommages importants aux bâtiments en cas d’alternance de périodes de sécheresse et de pluie. 58,3 % de la superficie communale est en aléa moyen ou fort (67,4 % au niveau départemental et 48,5 % au niveau national). Sur les 120 bâtiments dénombrés sur la commune en 2019, 43 sont en aléa moyen ou fort, soit 36 %, à comparer aux 84 % au niveau départemental et 54 % au niveau national. Une cartographie de l'exposition du territoire national au retrait gonflement des sols argileux est disponible sur le site du BRGM,.
La commune a été reconnue en état de catastrophe naturelle au titre des dommages causés par les inondations et coulées de boue survenues en 1982, 1999, 2009 et 2020.

## Histoire
Pour l'état de la commune au XVIIIe siècle, voir l'ouvrage de Jacques Baurein.
À la Révolution, la paroisse Saint-Jean du Tuzan, annexe de la paroisse Saint-Jean d'Origne, forme la commune du Tuzan.
La commune a longtemps vécu de l'exploitation forestière mais cette activité n'est plus aussi florissante qu'autrefois.

À titre d'exemple, une scierie répertoriée sur l'inventaire général du patrimoine culturel fut construite en 1926 pour un exploitant forestier. Elle était spécialisée dans la fabrication des poteaux de mines destinés à l'exportation vers l'Angleterre. En 1947, l'entreprise agrandit ses installations et électrifia le parc de machines et réorientera alors sa production vers les caisses pour l'emballage des vins du bordelais et pour le transport des sardines. Elle possédait aussi des installations de traitement du bois et sa propre distillerie de résine. La scierie est désaffectée depuis 1981 et la distillerie de résine est détruite.

## Politique et administration
| Période                                  | Période   | Identité          | Étiquette | Qualité |
| ---------------------------------------- | --------- | ----------------- | --------- | ------- |
| mars 2001                                | mars 2008 | Vanden Boeche     |           |         |
| mars 2008                                | mars 2014 | Daniel Palseur    |           |         |
| mars 2014                                | 2020      | Jimmy Marchal     |           | Artisan |
| 2020                                     | En cours  | Christiane Benich |           |         |
| Les données manquantes sont à compléter. |           |                   |           |         |

### Communauté de communes
Le 1er janvier 2014, la communauté de communes du Pays paroupian ayant été supprimée, la commune du Tuzan s'est retrouvée intégrée à la communauté de communes du Sud Gironde siégeant à Mazères.

## Démographie
L'évolution du nombre d'habitants est connue à travers les recensements de la population effectués dans la commune depuis 1793. Pour les communes de moins de 10 000 habitants, une enquête de recensement portant sur toute la population est réalisée tous les cinq ans, les populations de référence des années intermédiaires étant quant à elles estimées par interpolation ou extrapolation. Pour la commune, le premier recensement exhaustif entrant dans le cadre du nouveau dispositif a été réalisé en 2004.

En 2022, la commune comptait 257 habitants, en évolution de −11,07 % par rapport à 2016 (Gironde : +6,91 %, France hors Mayotte : +2,11 %).
| 1793 | 1800 | 1806 | 1821 | 1831 | 1836 | 1841 | 1846 | 1851 |
| ---- | ---- | ---- | ---- | ---- | ---- | ---- | ---- | ---- |
| 273  | 257  | 237  | 262  | 303  | 300  | 276  | 264  | 296  |

| 1856 | 1861 | 1866 | 1872 | 1876 | 1881 | 1886 | 1891 | 1896 |
| ---- | ---- | ---- | ---- | ---- | ---- | ---- | ---- | ---- |
| 292  | 300  | 319  | 283  | 287  | 281  | 275  | 256  | 262  |

| 1901 | 1906 | 1911 | 1921 | 1926 | 1931 | 1936 | 1946 | 1954 |
| ---- | ---- | ---- | ---- | ---- | ---- | ---- | ---- | ---- |
| 268  | 269  | 248  | 177  | 161  | 164  | 153  | 144  | 177  |

| 1962 | 1968 | 1975 | 1982 | 1990 | 1999 | 2004 | 2006 | 2009 |
| ---- | ---- | ---- | ---- | ---- | ---- | ---- | ---- | ---- |
| 128  | 116  | 127  | 127  | 153  | 161  | 184  | 189  | 224  |

| 2014 | 2019 | 2022 | - | - | - | - | - | - |
| ---- | ---- | ---- | - | - | - | - | - | - |
| 273  | 257  | 257  | - | - | - | - | - | - |

## Lieux et monuments
- Église Saint-Jean du Tuzan.

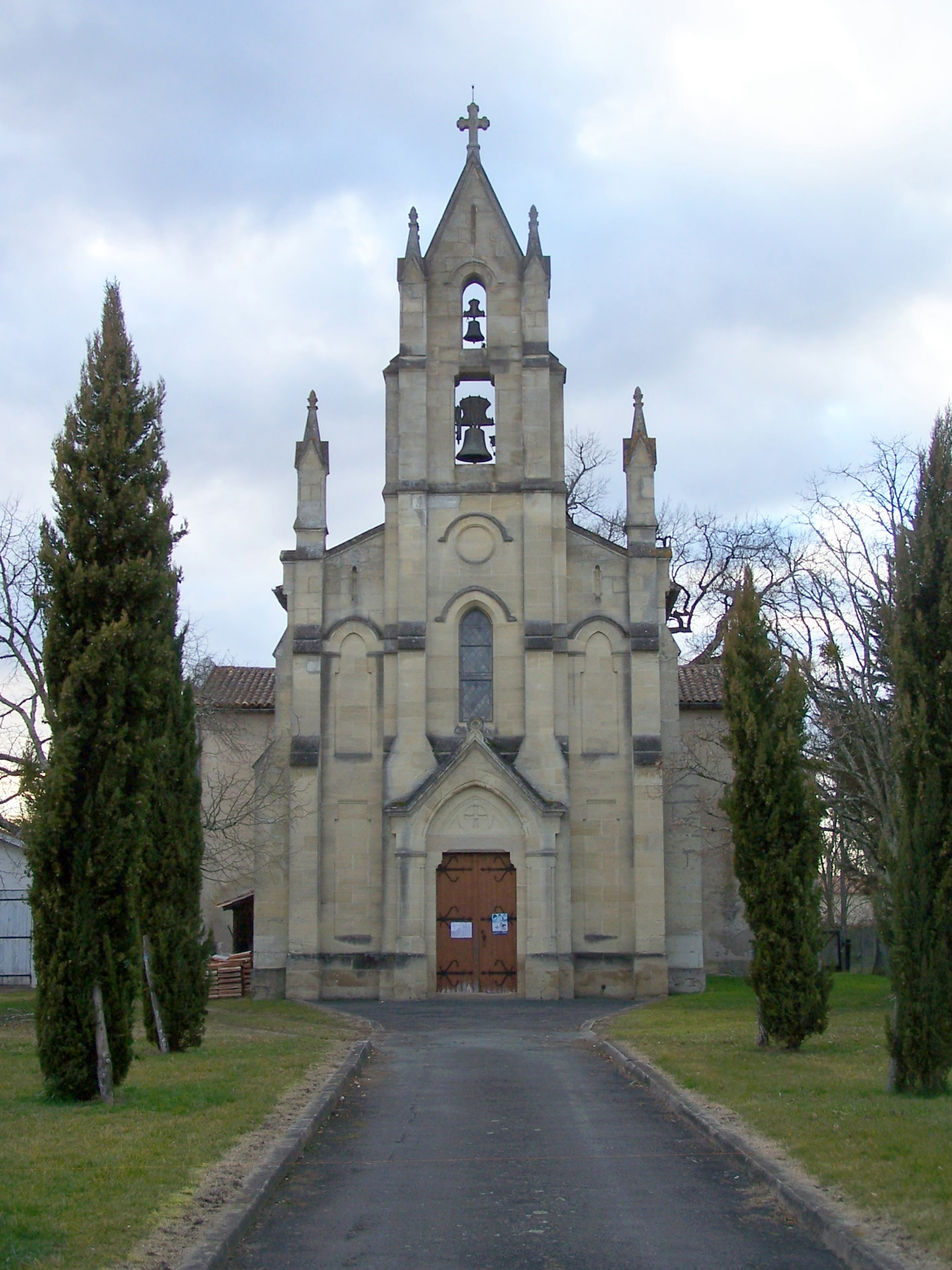
L'église Saint-Jean (fév. 2010).
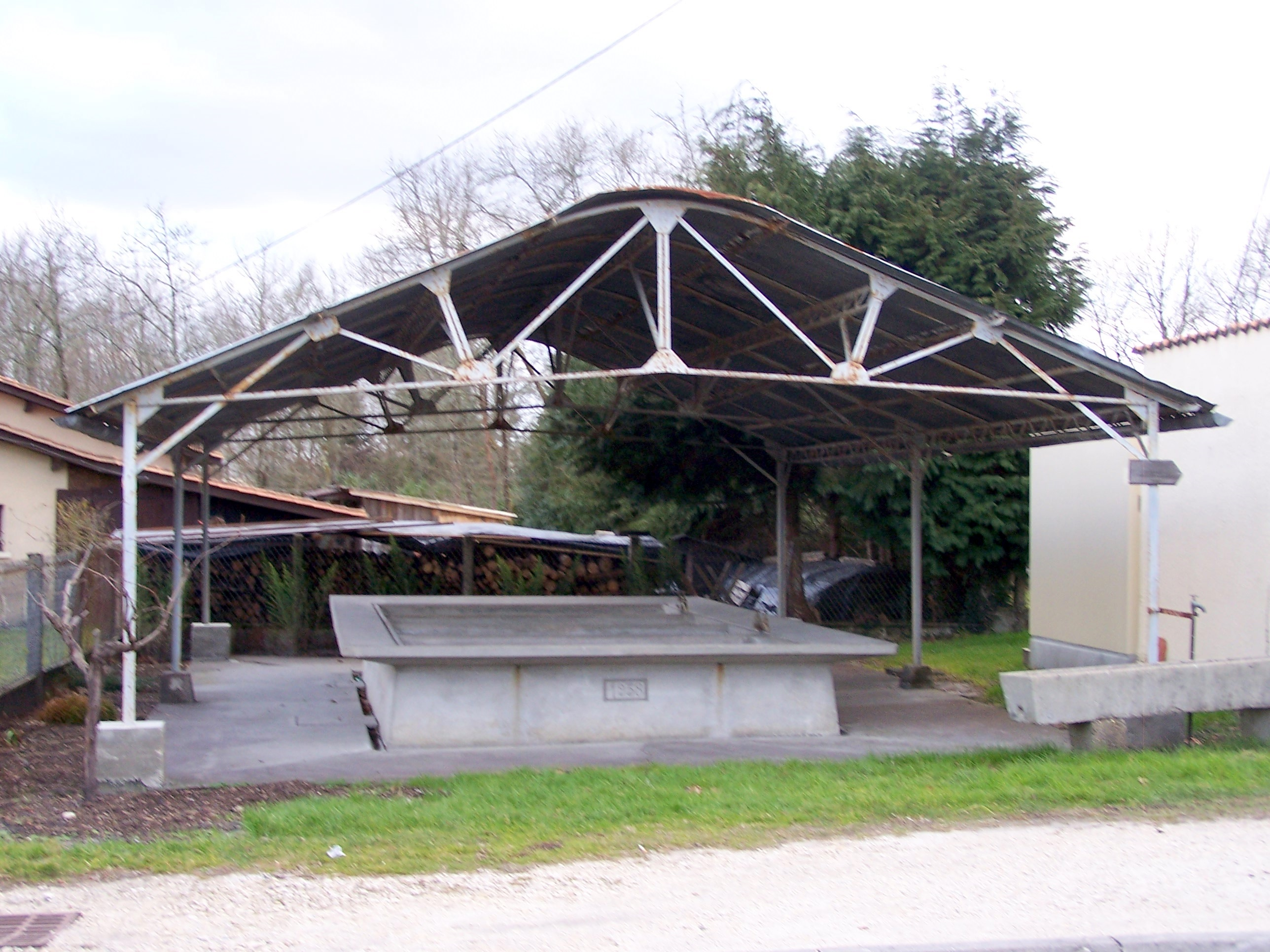
Lavoir de 1938 (fév. 2010).